# El Espino (Soria)
El Espino es una localidad de la provincia de Soria, partido judicial de Soria, comunidad autónoma de Castilla y León, España. Pueblo de la comarca de Tierras Altas que pertenece al municipio de Suellacabras.
Desde el punto de vista jerárquico de la Iglesia católica forma parte de la diócesis de Osma-Soria la cual, a su vez, pertenece a la archidiócesis de Burgos.

## Datos básicos
El Espino es un pueblo situado en el municipio de Suellacabras, provincia de Soria, Comunidad Autónoma de Castilla y León, España.
Se encuentra situado a una altitud de 1264 m s. n. m., en una región dominada por la sierra del Almuerzo y la del Madero. 
Los pueblos más cercanos son Suellacabras, Trévago y Valdegeña.

## Patrimonio e historia
En el paraje conocido como "Los Castillejos" hay restos de un castro celtibérico, de los siglos VI-IV a. C.
El principal atractivo de El Espino es la iglesia de San Benito, de los siglos XII y XIII, de estilo románico y restaurada a principios del siglo XXI. También existen dos ermitas: Virgen del Espinar y San Román, esta última en ruinas y de orígenes medievales (siglo XII ?).
Durante la Edad Media formaba parte de  la Comunidad de Villa y Tierra de Magaña, que en el censo de Floridablanca aparece repartida en cuatro partidos, pasando a pertenecer al Partido de Fuentes de Magaña, señorío del marqués de San Miguel.
A la caída del Antiguo Régimen la localidad se constituye en municipio constitucional, entonces conocido como Espino, en la región de Castilla la Vieja, partido de Ágreda que en el censo de 1842 contaba con 24 hogares y 81 vecinos.
A mediados del siglo XIX este municipio desaparece porque se integra en Suellacabras.

## Demografía
Según el censo El Espino contaba a 1 de enero de 2021 con una población de 8 habitantes: 4 hombres y 4 mujeres.
| Gráfica de evolución demográfica de El Espino (Soria) entre 2000 y 2021                          |
|                                                                                                  |
| Población de derecho (2000-2021) según los censos de población del INE a 1 de enero de cada año. |

## Actividades económicas
Los cultivos tradicionales de esta área son trigo, cebada y centeno. Antiguamente la ganadería tuvo mucha importancia, como en toda la comarca de las Tierras Altas, con importantes rebaños de ovejas y cabras que se alimentaban de los pastos de gran calidad existentes en el lugar.
En el año 2003 se instaló un parque eólico en los altos cercanos al pueblo.
La caza (perdiz, jabalí, etc.) es abundante en la zona.

## Festividades
Las fiestas patronales se celebran en honor a la Exaltación de la Santa Cruz (14 de septiembre). Antiguamente se guardaba fiesta el día de San Bartolomé (24 de agosto).